# ایلزاد احمدوف
ایلزاد احمدوف (روسی: Ильзат Тоглокович Ахметов؛ زادهٔ ۳۱ دسامبر ۱۹۹۷) بازیکن فوتبال اهل روسیه است.
از باشگاه‌هایی که در آن بازی کرده‌است می‌توان به باشگاه فوتبال روبین کازان اشاره کرد.
وی همچنین در تیم‌های ملی فوتبال تیم ملی فوتبال زیر ۱۸ سال روسیه, تیم ملی فوتبال زیر ۱۹ سال روسیه، زیر ۲۱ سال روسیه، و روسیه بازی کرده‌است.